# Fachkraft für Fruchtsafttechnik
Die Fachkraft für Fruchtsafttechnik ist in Deutschland ein staatlich anerkannter Ausbildungsberuf nach dem Berufsbildungsgesetz.

## Ausbildungsdauer und Struktur
Die Ausbildungsdauer zur Fachkraft für Fruchtsafttechnik beträgt in der Regel drei Jahre. Die Ausbildung erfolgt an den Lernorten Betrieb und Berufsschule.

## Arbeitsgebiete
Fachkräfte für Fruchtsafttechnik stellen Säfte und Erfrischungsgetränke her. Sie bereiten Rohware für die Produktion vor, verarbeiten Rohstoffe und mischen die erforderlichen Zutaten zu trinkfertigen Produkten. Die Einhaltung von hygienischen Vorschriften spielt dabei eine besondere Rolle. Fachkräfte für Fruchtsafttechnik finden ihren Arbeitsplatz in der Fruchtsaftindustrie, bei Betreibern von Mineralbrunnen und in der Erfrischungsgetränkeindustrie. Sie können aber auch in der Obstweinherstellung arbeiten.

## Ausbildungsvergütung
Die Höhe der Ausbildungsvergütung richtet sich in der Regel nach tarifvertraglichen Regelungen. Der Bundesverband der Deutschen Süßwarenindustrie e. V. hat beispielsweise für Hamburg und Schleswig-Holstein die folgenden Ausbildungsvergütungen vereinbart:
- 1. Ausbildungsjahr: 537,00 Euro
- 2. Ausbildungsjahr: 607,00 Euro
- 3. Ausbildungsjahr: 710,00 Euro.[3]

## Berufsschule
Für diesen Ausbildungsberuf existiert eine einzige Berufsschule in Deutschland, die Beruflichen Schulen im Rheingau in Geisenheim.